# František Janda-Suk

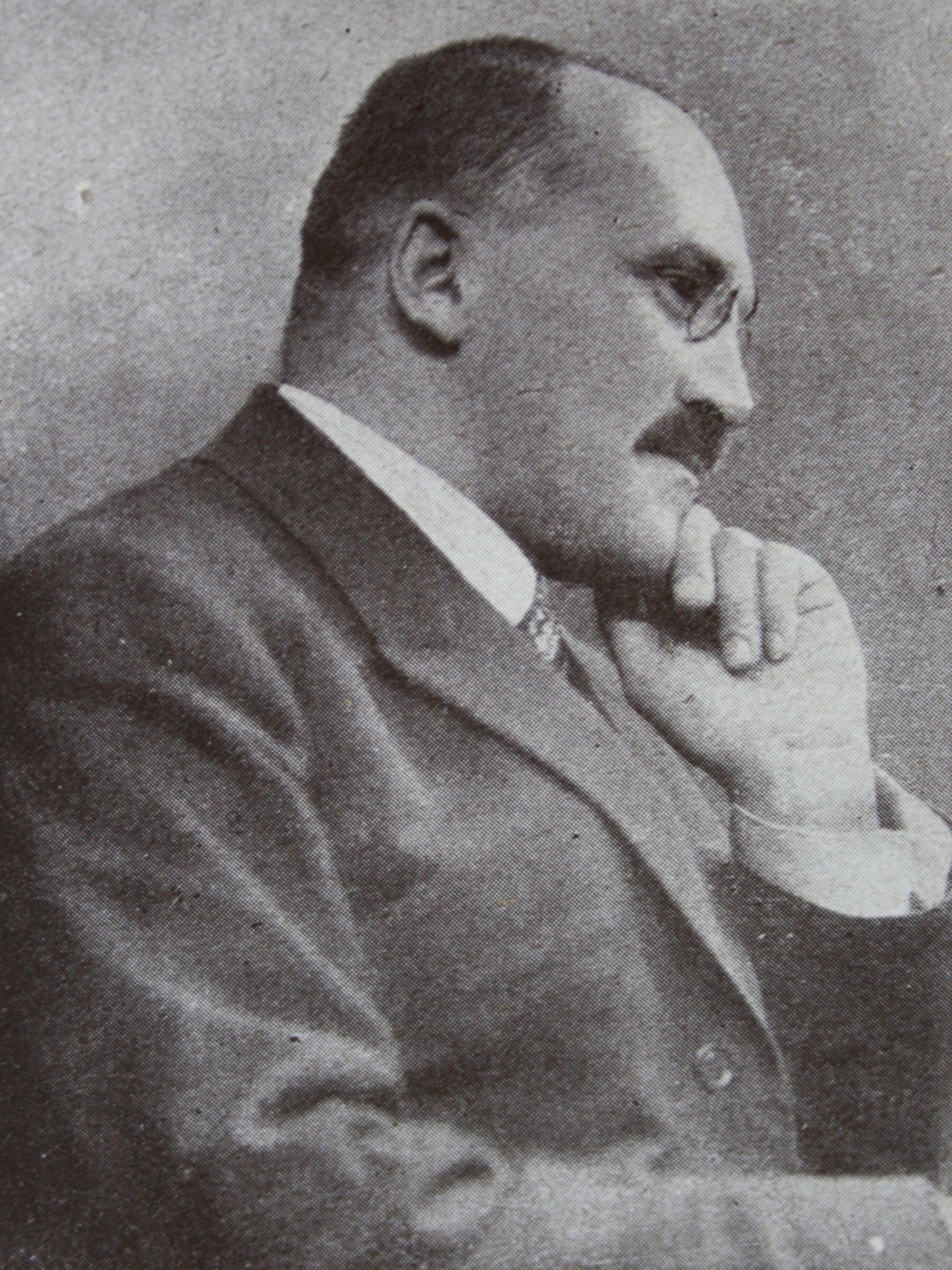
František Janda-Suk (1927)

František Janda-Suk (* 25. März 1878 in Postřižín, Mittelböhmen; † 23. Juni 1955 in Prag) war ein tschechoslowakischer Leichtathlet.
Bei den Olympischen Spielen 1900 in Paris wurde er, für Böhmen startend, mit einer Weite von 35,25 m Zweiter im Diskuswurf hinter dem Ungarn Rudolf Bauer (36,04 m).
1912 in Stockholm gehörte er ebenfalls zur böhmischen Olympiamannschaft, scheiterte aber sowohl im Diskuswurf wie auch im Kugelstoßen in der Qualifikation.
Bei den Olympischen Spielen 1924 in Paris trat er für die Tschechoslowakei startend erneut im Diskuswurf an, schied aber in der Vorrunde aus.